# Janvier 1838

## Événements
- 6 janvier, France : Alexis de Tocqueville est élu à l'Académie des sciences morales et politiques.

- 12 - 13 janvier : combat naval d'Islay entre le Pérou et le Chili.

- 13 janvier, France : vote de l'adresse par la Chambre.

- 21 janvier :
  - Reprise, à la Comédie-Française, d'Hernani. Marie Dorval est Dona Sol. Jusqu'au 23 février : douze représentations.
  - À son domicile de la place Royale (Paris), Victor Hugo donne une fête en l'honneur du duc et de la duchesse d'Orléans.

- 24 janvier, France : Mme de Serre présente Arthur de Gobineau à lady Granville, femme de l'ambassadeur de Grande-Bretagne lord Granville.

- 26 janvier :
  - Le Tennessee adopte la première loi de prohibition contre l’alcool aux États-Unis.
  - France : Narcisse-Achille de Salvandy donne une nouvelle vigueur au « Comité historique des monuments et des arts ». Une partie importante des anciens membres reste en place. D'autres membres sont nommés, dont Montalembert, Delaroche, Ary Scheffer, le baron Taylor, J. J. Ampère, Delécluze…

- 28 janvier, France : Honoré de Balzac crée la « Société des gens de lettres ».

## Naissances

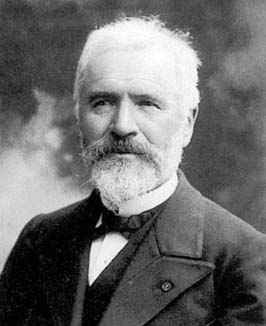
Camille Jordan

- 5 janvier : Marie Ennemond Camille Jordan († 1922), mathématicien français.
- 23 janvier : Guido Carmignani, peintre italien († 8 mars 1909).
- 28 janvier : James Craig Watson (mort en 1880), astronome américano-canadien.

## Décès
- 22 janvier, Grégoire Jagot, homme politique révolutionnaire français (° 21 mai 1750).